# Mara Navarria
Mara Navarria (Udine, 18 de juliol de 1985) és una esportista italiana que competeix en esgrima, especialista en la modalitat d'espasa.
Ha participat en tres Jocs Olímpics d'Estiu, i hi va obtenir una medalla de bronze a Tòquio 2020, en la prova per equips (juntament amb Rossella Fiamingo, Federica Isola i Alberta Santuccio), i el setè lloc a Londres 2012, en la mateixa prova. En els Jocs Olímpics d'estiu de 2024 realitzats a París (França) va aconseguir la medalla d'or en la prova d'espasa per equips femení.
Va guanyar set medalles en el Campionat del Món d'esgrima entre els anys 2011 i 2023, i vuit medalles en el Campionat d'Europa d'esgrima entre els anys 2010 i 2023.

## Palmarès internacional
| Jocs Olímpics      | Jocs Olímpics           | Jocs Olímpics | Jocs Olímpics     |
| Any                | Lloc                    | Medalla       | Prova             |
| ------------------ | ----------------------- | ------------- | ----------------- |
| 2020               | Tòquio ( Japó)          | 3             | Espasa per equips |
| 2024               | París ( França)         | 1             | Espasa per equips |
| Campionat del món  |                         |               |                   |
| Any                | Lloc                    | Medalla       | Prova             |
| 2011               | Catània ( Itàlia)       | 3             | Espasa per equips |
| 2014               | Kazan ( Rússia)         | 3             | Espasa per equips |
| 2018               | Wuxi ( R.P. de la Xina) | 1             | Espasa individual |
| 2019               | Budapest ( Hongria)     | 3             | Espasa per equips |
| 2022               | El Caire ( Egipte)      | 2             | Espasa per equips |
| 2023               | Milà ( Itàlia)          | 3             | Espasa individual |
| 2023               | Milà ( Itàlia)          | 2             | Espasa per equips |
| Campionat d'Europa |                         |               |                   |
| Any                | Lloc                    | Medalla       | Prova             |
| 2010               | Leipzig ( Alemanya)     | 2             | Espasa per equips |
| 2014               | Estrasburg ( França)    | 3             | Espasa per equips |
| 2015               | Montreux ( Suïssa)      | 3             | Espasa per equips |
| 2019               | Düsseldorf ( Alemanya)  | 3             | Espasa per equips |
| 2022               | Antalya ( Turquia)      | 3             | Espasa individual |
| 2022               | Antalya ( Turquia)      | 2             | Espasa per equips |
| 2023               | Plòvdiv ( Bulgària)     | 2             | Espasa individual |
| 2023               | Cracòvia ( Polònia)     | 3             | Espasa per equips |